# Ternstroemia sogerensis
Ternstroemia sogerensis är en tvåhjärtbladig växtart som beskrevs av E. G.Baker. Ternstroemia sogerensis ingår i släktet Ternstroemia och familjen Pentaphylacaceae. Inga underarter finns listade i Catalogue of Life.